# Templo Shobogenji
El Templo Zen Shobogenji es un templo dedicado a la práctica del Budismo Zen de la escuela Soto, ubicado en el cerro Uritorco en la provincia de Córdoba, República Argentina. Se trata del primer templo Zen de América Latina,  lugar de retiro anual de la comunidad budista (shangha) local que también recibe la visita de practicantes de todo el mundo.  Fue fundado en 1998 por el Maestro Kosen Thibaut, discípulo del Maestro Taisen Deshimaru.

## Ubicación
El templo está ubicado sobre la falda del cerro Uritorco en un paraje llamado "Camino al Ojo de Agua" a 5 kilómetros de la ciudad de Capilla del Monte en la provincia de Córdoba. 

### Historia
En 1999, la shanga del maestro Kosen de Argentina adquirió terreno, sobre la ladera del cerro Uritorco, el cerro más elevado de Córdoba. Este cerro está rodeado de leyendas siendo un lugar muy destacado dentro de la ufología mundial. Por otro lado es una antigua tierra sagrada de los indios “Comechingones”, que atrae desde hace numerosos años, a aquellas personas que buscan experiencias espirituales.
La tierra sobre la que fue levantado el templo recibe el nombre de “Ojo de Agua”, porque un río de agua mineral pura se origina en un gran depósito con forma de ojo.
Considerado por algunos como un paraíso, abandonado desde hace mucho tiempo, la zona presenta una vegetación exuberante y una fauna salvaje de lo más variada, en medio de las cuales la comunidad budista tuvo que encontrar y crear su propio espacio.
El terreno ocupa ambos flancos del  valle pero, una gran parte, está constituido por pendientes rocosas e impenetrables. Ofrece al visitante paisajes muy diferentes, a veces un gran jardín largo y amistoso, a veces jungla densa, misteriosa y amenazante, a veces pequeños rincones sombreados, que invitan a la contemplación. 
Cuando los shangha llegó por primera vez en 1999 a practicar allí durante el campo de verano de un mes, no contaban con nada más que lo indispensable para la práctica de zazen.
Optaron por usar los recursos quetenían a su disposición para construir el templo, es decir: escasos recursos económicos, una gran capacidad de trabajo y la motivación de la fe en las enseñanzas recibidas del Maestro Deshimaru. De esa manera se levantó el templo que cuenta con un Dojo de práctica de 100 m², un refectorio, una cocina,  duchas de agua caliente alimentadas con agua del manantial; baños ecológicos, huerta, un domo de dos plantas para alojamiento de los practicantes y zonas de acampe.

## Prácticas
Shobogenji es un lugar dedicado principalmente para la práctica de zazén y samu. Se realizan varias veces al año retiros intensivos (Sesshines) los cuales convocan a practicantes (Monjes, Bodhisattvas y Laicos), siendo el más importante el denominado Ango o Campo de Verano, que transcurre durante el primer mes del año y se encuentra dividido en tres sesiones de 10 días, siendo cada una dirigida por un Maestro de la Transmisión. Esta tradición de prácticas intensivas tiene su origen en la antigua India, donde la comunidad de monjes se reunía durante el periodo de lluvias - Monzones - para practicar todos juntos.

## Shobogenji en la cultura popular
El templo Zen Shobogenji es el escenario donde se filmara buena parte de la película argentina "Un buda" estrenada en 2005 y considerada la ópera prima del director y actor Diego Rafecas. También tuvieron lugar allí otros documentales como el periodístico homónimo "Shobogenji"  "El canto del Dragón"   protagonizados entre otros, por el actor, músico y maestro Zen Toshiro Yamauchi. 